# Allinge-Sandvig Gymnastikforening
Allinge-Sandvig Gymnastikforening eller ASG er en dansk idræts- og fodboldklub hjemmehørende i Allinge på Bornholm. 

## Historie
Klubben blev grundlagt i 1922 - den præcise dato er ukendt, men formodes at være 14. september. Klubben blev oprindeligt grundlagt som en gymnastikforening, men hurtigt blev fodbold en del af programmet. Klubbens første spillested var Gedeløkken i Sandvig, men også Tislasletten i Hammerbakkerne blev taget i brug. Klubbens første kamp blev spillet mod IK Viking, og man deltog i BBU's fra 1926. I 1932 købte ASG landareal hvor klubben i dag stadig hører hjemme.